# Luruhuta
Luruhuta ist eine Ortschaft im Departamento La Paz im südamerikanischen Andenstaat Bolivien.

## Lage im Nahraum
Luruhuta liegt in der Provinz Inquisivi und ist zentraler Ort im Cantón Luruhuta im Municipio Ichoca. Die Ortschaft liegt auf einer Höhe von 3919 m zwischen den Gebirgstälern der südlichen Serranía de Sicasica am linken, westlichen Ufer des Río Luruhuta, der über den Río Ichoca zum Río Colquiri fließt.

## Geographie
Luruhuta liegt zwischen dem bolivianischen Altiplano im Westen und dem Amazonas-Tiefland im Osten. Die Region weist ein ausgeprägtes Tageszeitenklima auf, bei dem die mittleren Temperaturschwankungen im Tagesverlauf deutlicher ausfallen als im Jahresverlauf.
Die Jahresdurchschnittstemperatur der Region Colquiri liegt bei 7 °C (siehe Klimadiagramm Colquiri), die mittleren Monatswerte schwanken nur unwesentlich zwischen 3 °C im Juni und Juli und 9 °C von November bis Februar. Der Jahresniederschlag beträgt 500 mm, die Monatsniederschläge liegen zwischen unter 10 mm in der Trockenzeit von Mai bis August und 100 bis 120 mm im Januar und Februar.

## Verkehrsnetz
Luruhuta liegt in einer Entfernung von 255 Straßenkilometern südöstlich von La Paz, der Hauptstadt des Departamentos.
An La Paz vorbei führt die asphaltierte Nationalstraße Ruta 1, die vom Titicacasee aus in südöstlicher Richtung über Caracollo und die Departamento-Hauptstädte Oruro, Potosí und Tarija bis nach Bermejo an der argentinischen Grenze führt. Luruhuta ist mit der Ruta 1 über die unbefestigte Nationalstraße Ruta 44 verbunden, die 42 Kilometer in nordöstlicher Richtung von Caracollo nach Colquiri führt. Von Colquiri aus führen unbefestigte Nebenstraßen über eine Strecke von 29 Kilometern nach Luruhuta.

## Bevölkerung
Die Einwohnerzahl der Ortschaft ist in dem Jahrzehnt zwischen den beiden letzten Volkszählungen um ein Drittel angestiegen:
| Jahr | Einwohner         | Quelle       |
| ---- | ----------------- | ------------ |
| 1992 | keine Detaildaten | Volkszählung |
| 2001 | 346               | Volkszählung |
| 2012 | 466               | Volkszählung |
| 2024 |                   | Volkszählung |

Die Region weist einen hohen Anteil an Aymara-Bevölkerung auf, im Municipio Ichoca sprechen 92,4 Prozent der Bevölkerung Aymara.